# 1860 dans le catholicisme
Chronologie du catholicisme
- 1856
- 1857
- 1858
- 1859
- 1860
- 1861
- 1862
- 1863
- 1864

Cet article présente les faits marquants de l'année 1860 dans le catholicisme.

## Naissances
- 22 février : Marie-Louise Martin, religieuse carmélite française, sœur de Sainte Thérèse de Lisieux († 19 janvier 1940)
- 4 avril : Pierre-Louis Genoud, prélat français, évêque de Guadeloupe et Basse-Terre puis évêque titulaire d'Apollonie (de) († 15 octobre 1945)
- 26 mai : Henri Verjus, prélat et missionnaire français, vicaire apostolique coadjuteur de Nouvelle-Guinée et évêque titulaire de Limyra (de), vénérable († 13 novembre 1892)
- 6 août : Joseph-Marie-Désiré Guiot, prélat français, vicaire apostolique de Villavicencio et évêque titulaire d'Augustopolis-en-Phrygie († 24 décembre 1941)
- 6 octobre : Charles de Gorostarzu, prélat et missionnaire français, vicaire apostolique du Yunnan et évêque titulaire d'Æla (de) († 27 mars 1933)
- 21 novembre : Edward Kozłowski (en), prélat américain, évêque auxiliaire de Milwaukee et évêque titulaire de Germia (de) († 7 août 1915)

## Décès
- 30 septembre : Vincenzo Macchi, cardinal italien de la Curie, précédemment diplomate du Saint-Siège et archevêque titulaire de Nisibis (de) (° 30 août 1770)